# Noyale de Pontivy
Noyale née au VIe siècle en Cornouailles britannique et morte au VIe siècle à Noyal-Pontivy en Bretagne est une sainte catholique française.
Elle est invoquée contre les céphalées.

## Légende de la vie de sainte Noyale
Noyale est une princesse, fille d'un roi de Cornouailles qui aurait vécu au VIe siècle. Elle souhaitait consacrer sa vie à Dieu, mais son père voulait la marier contre son gré. Devant la persistance de son père, elle fuit son pays pour échapper à ce destin non conforme à ses aspirations et, comme  beaucoup de saints anglais ou irlandais, elle vint accompagnée de sa servante s'installer en Bretagne, alors qu'elle avait vingt ans. La légende rapporte qu'elles arrivèrent assises sur un arbre, à l'embouchure du Blavet qu'elles remontèrent à la recherche d'un ermitage.
Non loin de Bignan, au village de Bezo, régnait un tyran local du nom de Nizan qui souhaitait l'épouser. Noyale lui opposant un refus catégorique qui le rendit fou de colère, il la fit décapiter sur le champ.
Noyale saisit miraculeusement sa tête entre ses mains et poursuivit son chemin en quête d'un lieu de repos. Accompagnée par sa fidèle servante, elles arrivèrent à Hemborh où elles entendirent une femme blasphémer et poursuivirent leur chemin en quête d'un lieu plus calme. Arrivées au bourg de Noyal, elles entendirent une dispute et poursuivirent encore leur route. Trois gouttes de sang tombèrent de sa tête coupée, qui firent alors jaillir trois fontaines. Noyale planta son bâton en terre qui aussitôt se transforma en aubépine, tandis que la quenouille de sa suivante se changeait en un hêtre. Poursuivant un peu plus loin la sainte s'allongea pour se reposer et rendît son âme à Dieu. C'est dans le lieu précis de son dernier sommeil que fut érigée la chapelle,.

## Toponymie
En breton, dans le département du Morbihan le nom s'écrit Noluenn qui déformé est devenu Maluen
Nolwen ou Nolwenn est le résultat d'une évolution phonétique des deux éléments Naol et gwenn. Gwenn muté en wenn, signifie « blanc, bienheureux » et Naol est un toponyme : Noyal-Pontivy, commune située au sud de Pontivy, Morbihan, d'où le sens global de « la Blanche de Noyal ».

## Patronage
- Église paroissiale de Noyal-Pontivy : la verrière du chœur relate son martyre.
- Chapelle Sainte-Noyale du Bézo en Bignan et fontaine Sainte-Nolwenn.
- Chapelle Sainte-Noyale de Noyal-Pontivy.
- Patronne de Noyal-Pontivy.